# Distrito electoral local 8 de Morelos
El VIII Distrito Electoral Local de Morelos es uno de los 12 distritos electorales locales del estado de Morelos para la elección de diputados locales. Su cabecera es la ciudad de Xochitepec.

## Historia

### Xochitepec como cabecera distrital

Xochitepec sede del consejo distrital.

De 1869 a 1877 Xochitepec no era cabecera distrital. De 1877 a 1892, existieron nueve distritos del Congreso del Estado de Morelos, siendo Xochitepec el II Distrito, con una breve excepción de 1884 a 1886 donde Xochitepec fue el III Distrito. De 1912 a 1913 existieron once distritos siendo Xochitepec el III Distrito. De 1979 a 1982 y de 1991 a 1994 existieron doce distritos siendo Xochitepec el V Distrito.
El 29 de agosto de 2017 el Consejo General del Instituto Nacional Electoral (INE) aprobó los distritos electorales uninominales locales y sus respectivas cabeceras distritales de Morelos, que entraron en vigor para las elecciones estatales de Morelos de 2018.

## Demarcación territorial
Este distrito está integrado por un total de dos municipios, que son los siguientes:
- Emiliano Zapata, integrado por 21 secciones electorales.
- Xochitepec, integrado por 23 secciones electorales.

## Diputados por el distrito
- LIV Legislatura (2018-2021)
  - Elsa Delia González Solórzano (PES).[4]
- LV Legislatura (2021-2024)
  - Alberto Sánchez Ortega (PRI).[5]